# Girobús

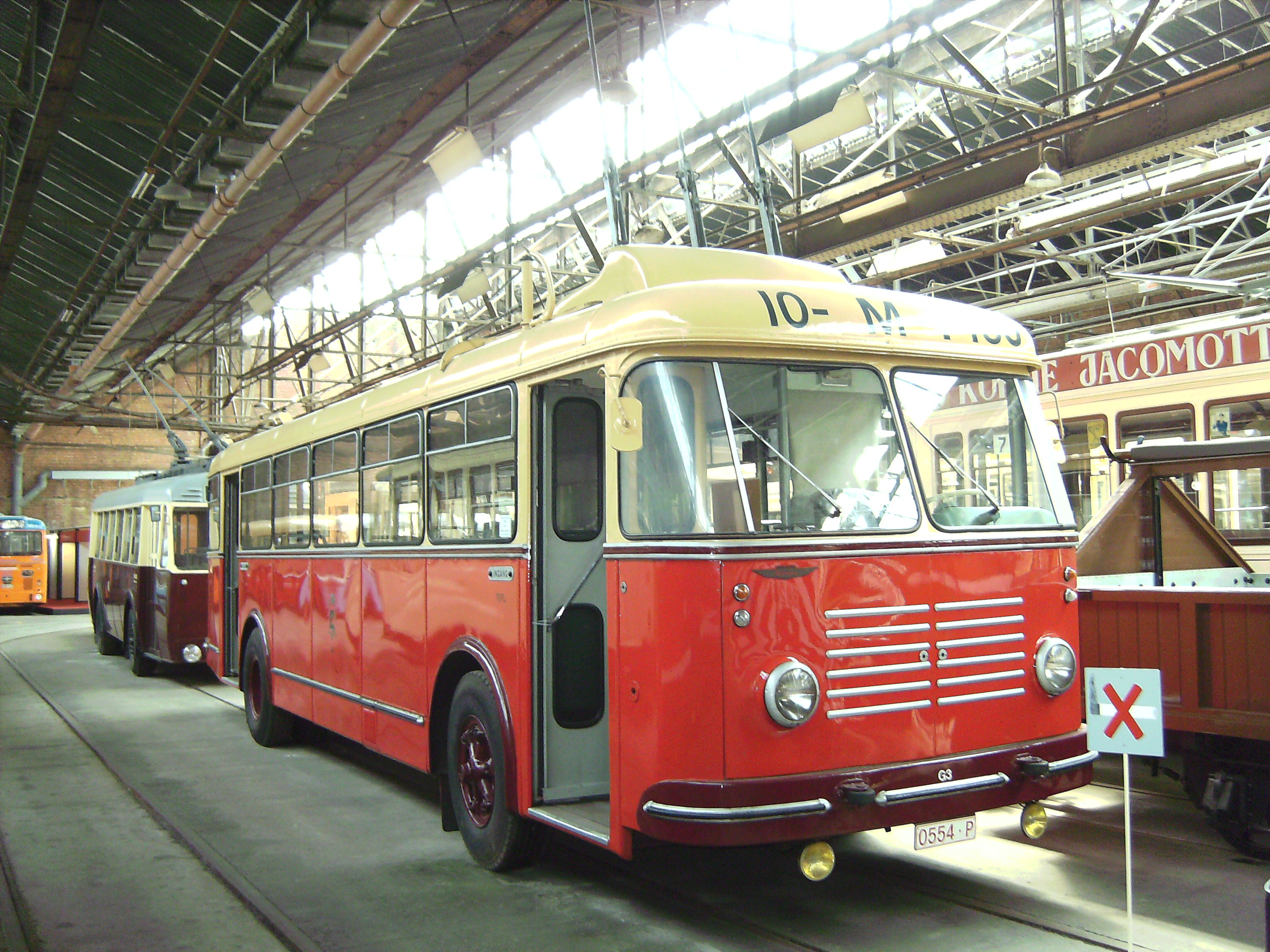
Girobús G3, el único conservado en el mundo (construido en 1955 en Amberes).

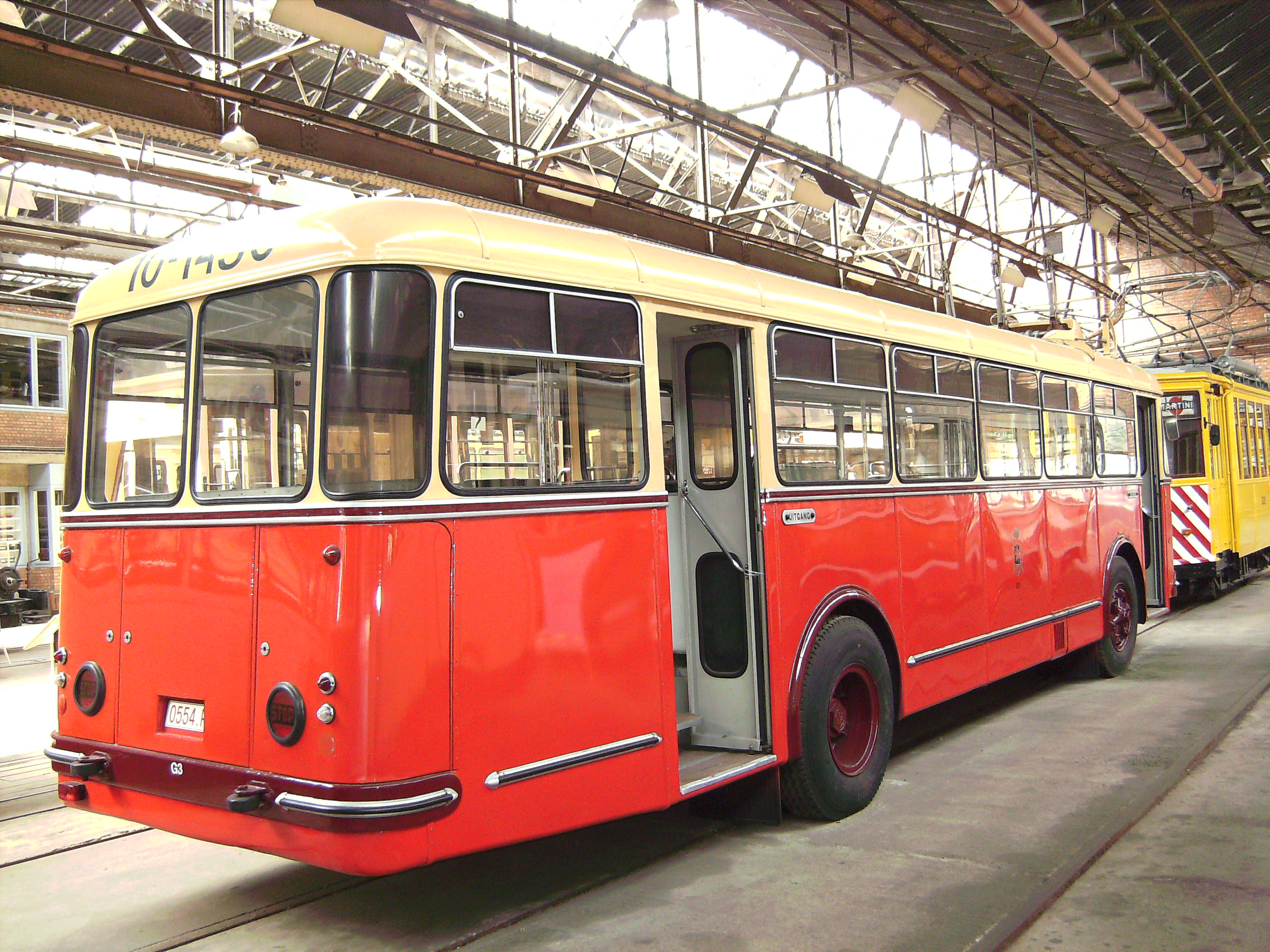
El Girobús desde detrás.

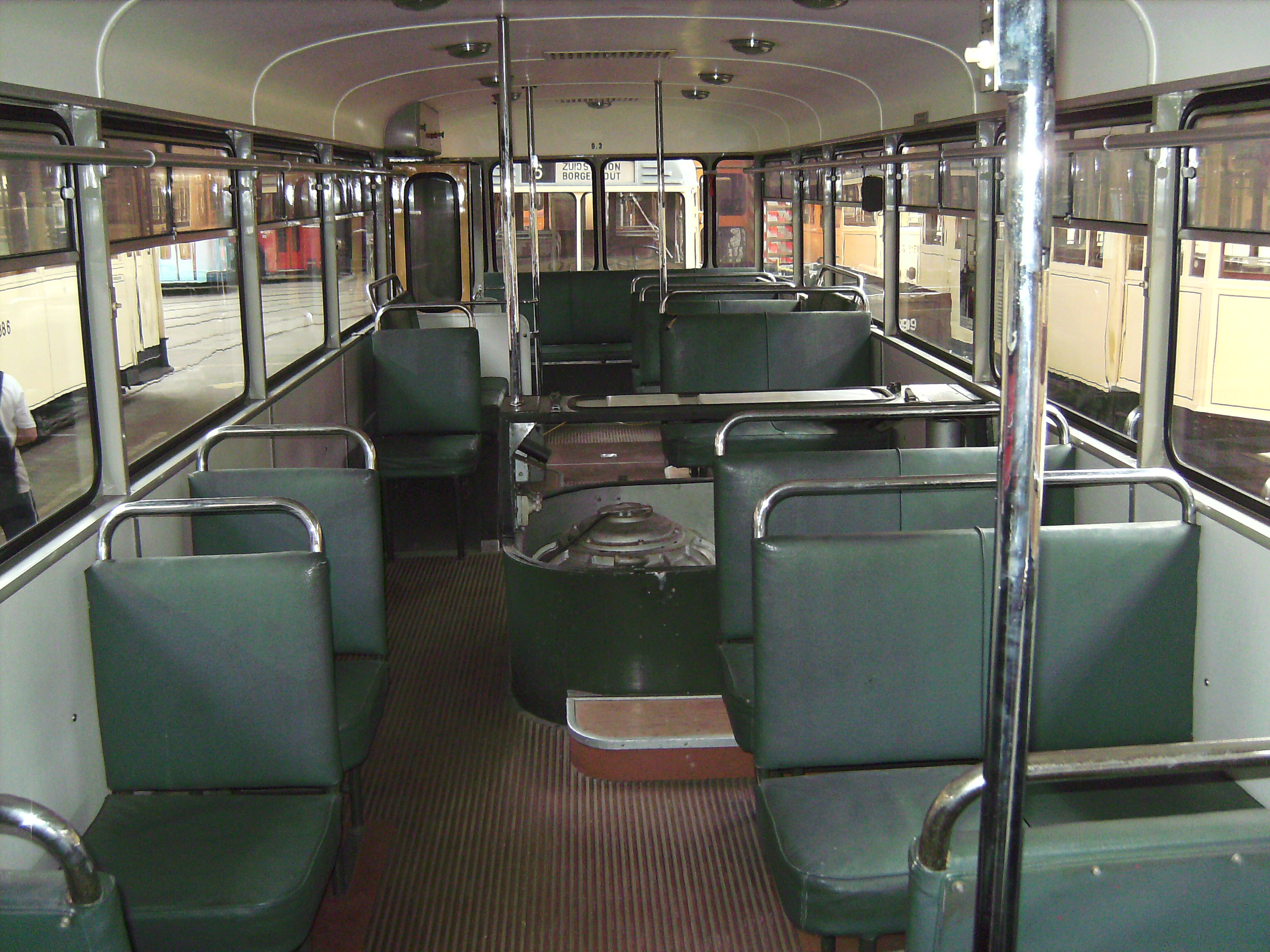
Vista del interior. En el centro, el volante de inercia.

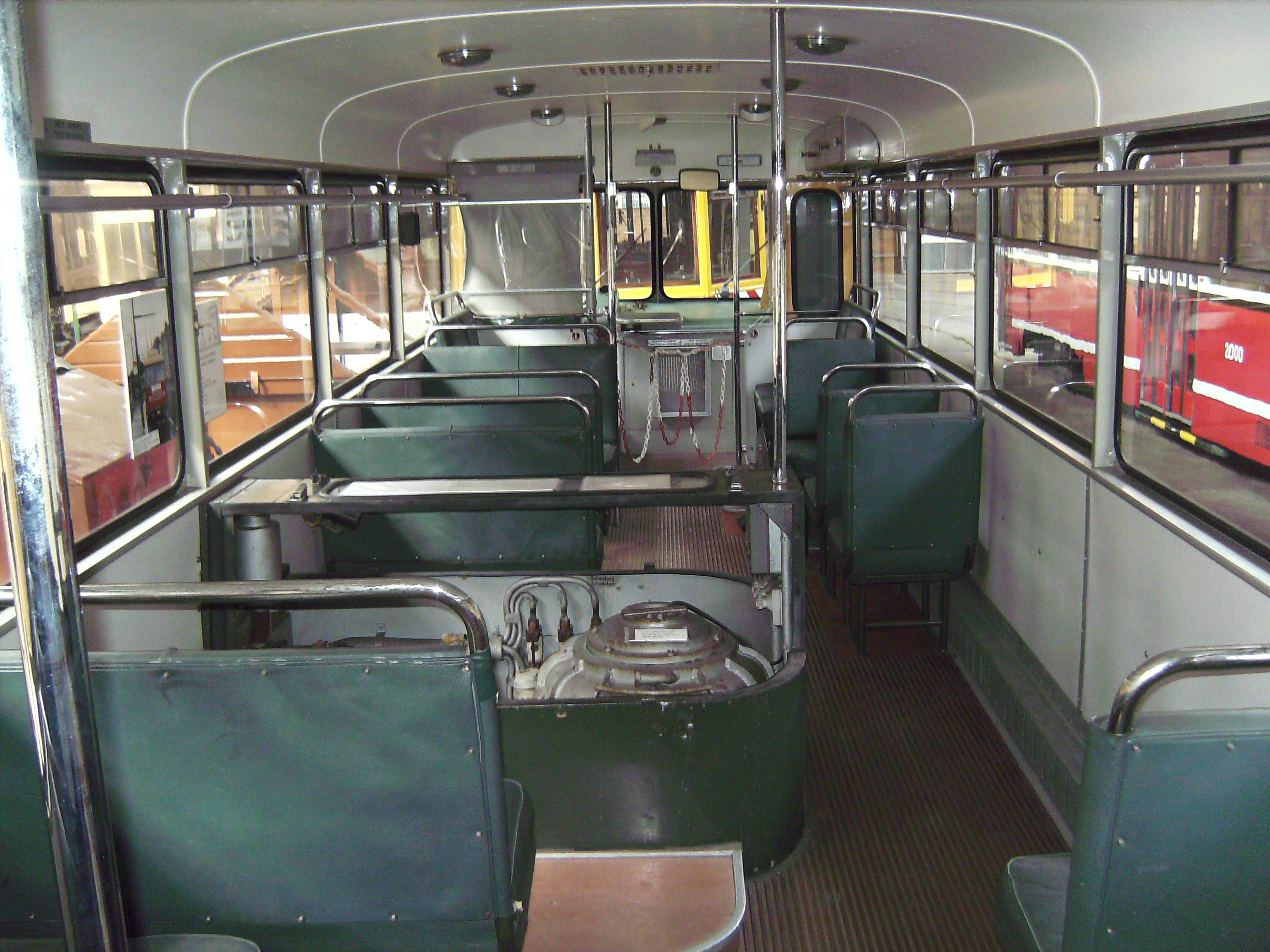
El volante en detalle.

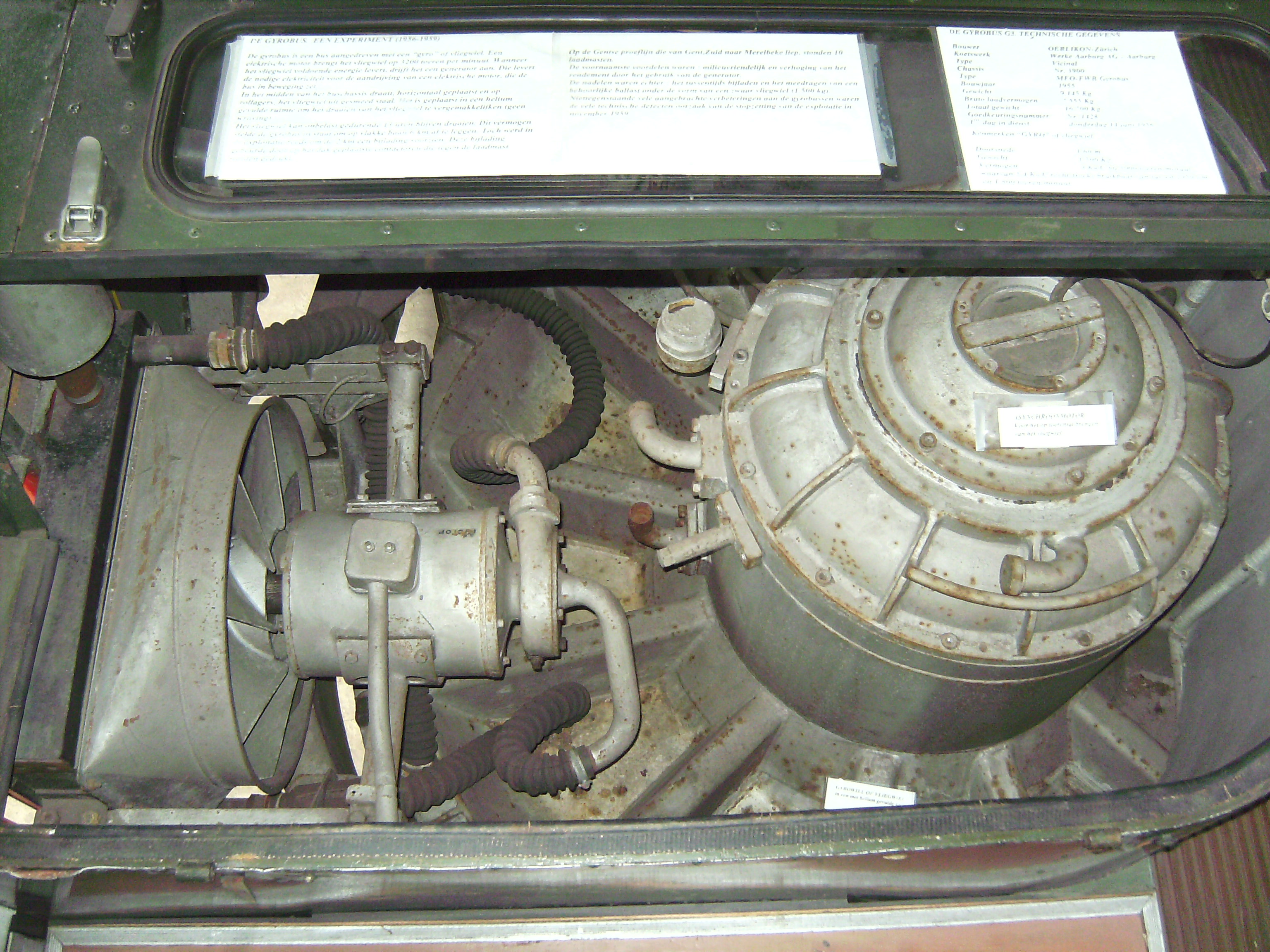
El motor.

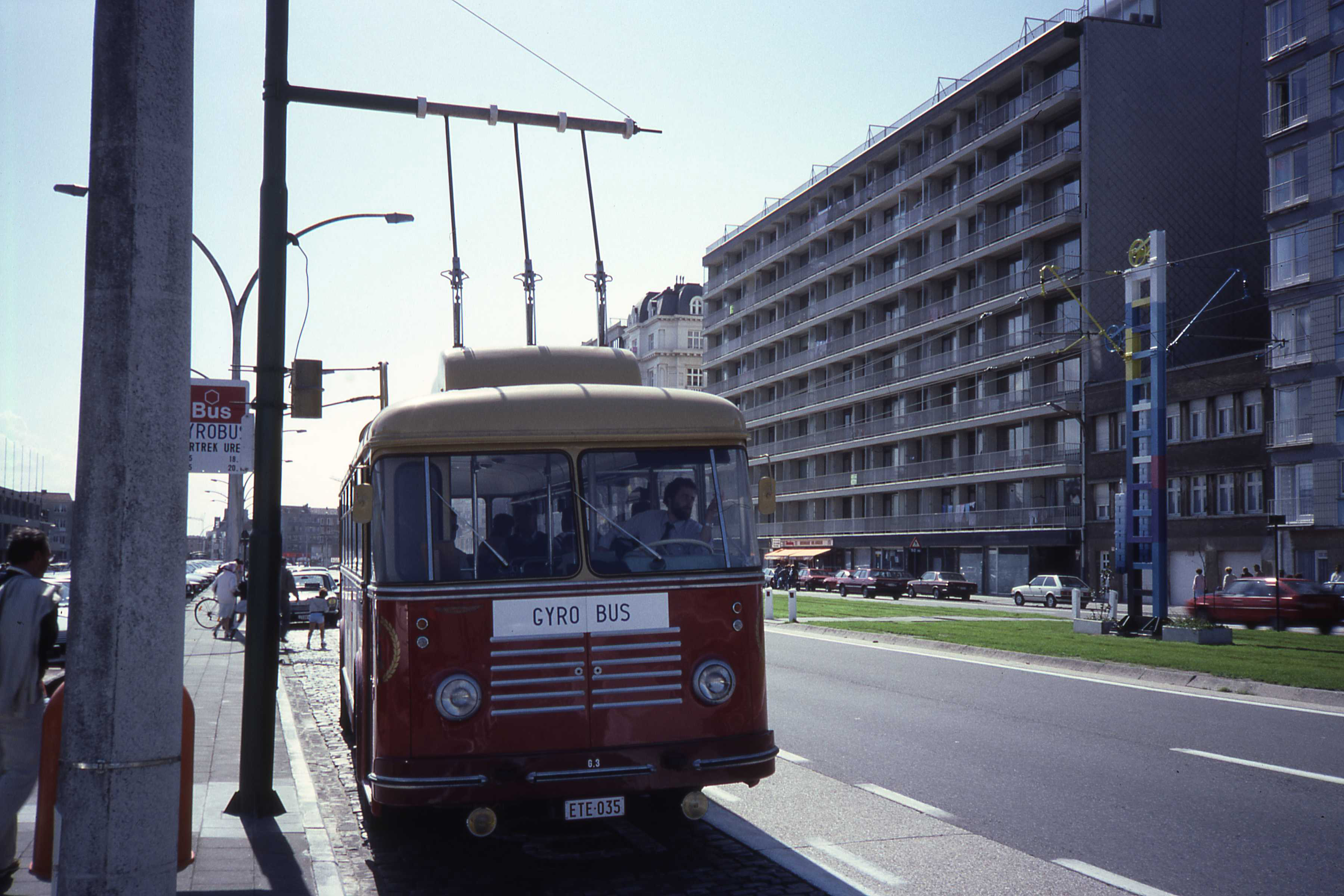
Recarga I.

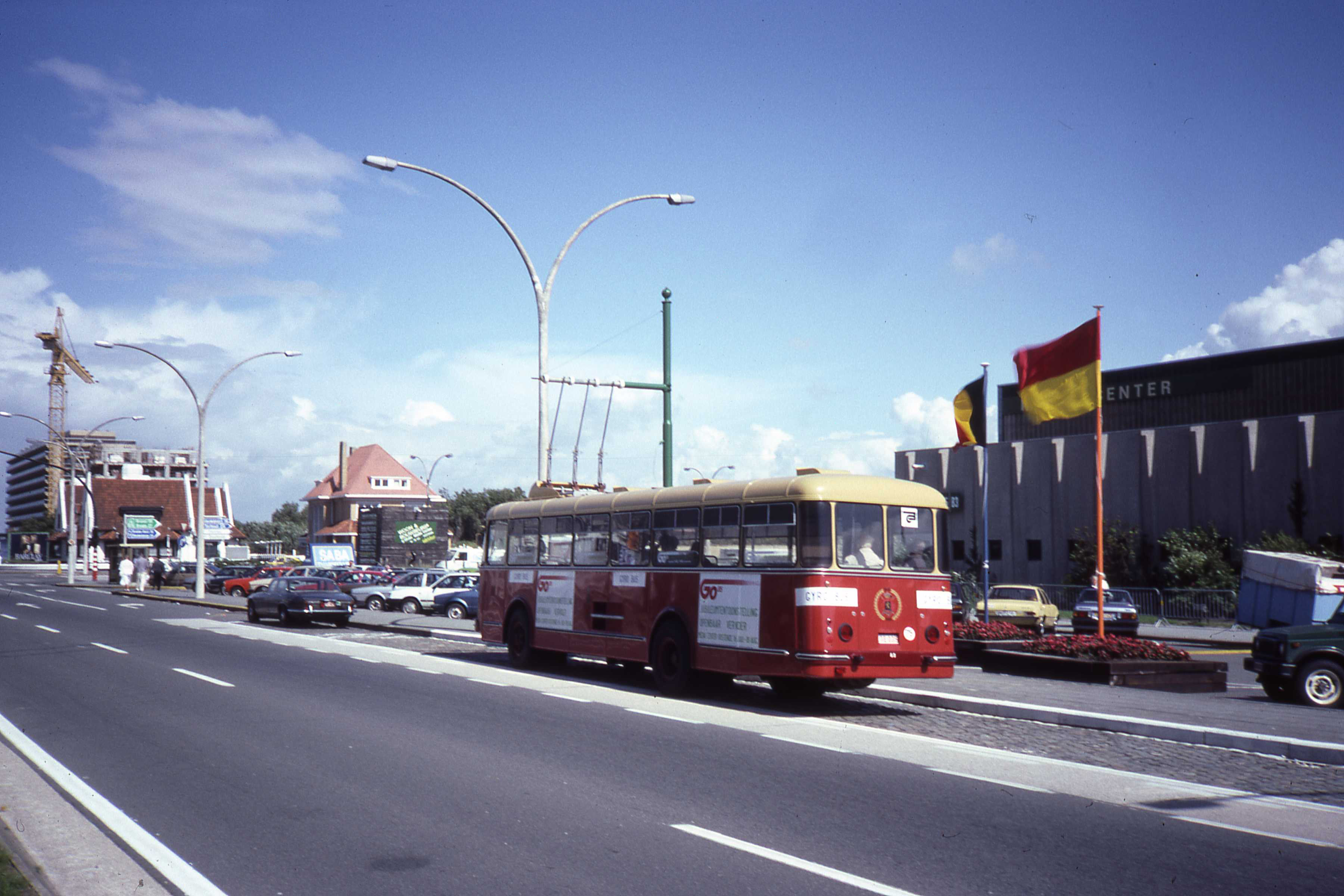
Recarga II.

Girobús o gyrobus (del griego: γύρος=giro, volante, más bus) Transporte de pasajeros que utiliza como fuente de energía la que se acumula en un volante de inercia.

## Principios
El girobús utiliza como principal recurso la energía cinética acumulada en un volante de inercia, esta energía es convertida mediante un generador en energía eléctrica que es la que utiliza el motor del girobús para moverlo.

## Historia
El principio de funcionamiento de los actuales girobuses fue puesto a punto por August Scherl en Berlín ya durante el año 1909 aunque en tal época el auge de los motores de explosión hizo despreciar al nuevo invento.
En 1944 ante la carestía de hidrocarburos causada por la Segunda Guerra Mundial la empresa Oerlikon de Suiza fabricó una locomotora de impulsión dual: un motor diésel iniciaba la marcha a la vez que transmitía energía al volante inercial, luego el motor diésel (según conviniera) se detenía y el tren era movido por la energía liberada por el volante (en este sentido el sistema recuerda a los motores a cuerda usado en juguetes o en aparatos mecánicos de relojería). El experimento de la locomotora con impulsión dual resultó positivo y de este modo se puso en servicio un girobús en la localidad de Altdorf desde el 24 de noviembre al 5 de diciembre de 1950, la experiencia de Altdorf no se prolongó ya que se decidió perfeccionar los dispositivos y hacer mejoras de diseño.
En octubre de 1953 otras poblaciones suizas, Yverdon-les-Bains y Grandson, instalaron las primeras líneas regulares con girobuses de 70 plazas (35 pasajeros sentados y 35 de pie), la velocidad máxima de estos primeros girobuses alcanzaba casi los 60 km/h con una carga de 14 toneladas, tal vehículo recibía la energía inicial a partir de tomas eléctricas ubicadas en postes cada 5 kilómetros, la electricidad pasaba a un alternador dentro del girobús y era transferida mediante embragues como energía mecánica al motor con gran volante inercial de 3 toneladas rotando a una velocidad de 3000 rpm (revoluciones por minuto).
Poco tiempo después se instaló otra línea de girobuses en Leopoldville (actual Kinshasa) cuando existía aún el llamado Congo Belga, usándose girobuses de 10,4 metros de longitud, con 90 plazas de capacidad y 10,9 toneladas de peso total.
En 1956 la importante ciudad belga de Gante estableció una prolongada línea de girobuses que comunica el sur de la ciudad (Zuid Gent) con las poblaciones satélites de Zwijnaarde y Merelbeke.
En 1980 la cooperativa sueca AB Volvo diseñó y comenzó la fabricación de girobuses duales, cuyo impulso inicial es otorgado por un motor diésel (finalmente biodiésel).
En el 2005 el Center for Transportation and the Environment (Centro para el Transporte y el Ambiente) de la Universidad de Texas en Austin ha comenzado el desarrollo de proyectos similares para su fabricación en Estados Unidos.
En el presente (2007) los girobuses pueden poseer volantes inerciales que rotan a 100.000 rpm y se encuentran dentro de un recipiente al vacío en el cual unos cojinetes magnéticos reducen al máximo la fricción y el desgaste, esto les hace perfectamente prácticos quizás llegando a superar en trayectos de 100 km a los recientes motores a células de hidrógeno o, más aún, a los automotores impulsados convencionalmente por baterías eléctricas.

## Ventajas y algunas pocas desventajas
Como los trolebuses y tranvías los girobuses no emiten gases contaminantes (los motores diésel que aportan la energía cinética inicial pueden ser fácilmente substituidos por motores eléctricos), si bien a diferencia de trolebuses y tranvías los girobuses no requieren del oneroso y hasta peligroso cableado o tendido de carriles y puede operar con una flexibilidad de la que los otros vehículos indicados carecen (a no ser que se trate de un híbrido posible: trolegirobús). Los girobuses se caracterizan por ser transportes silenciosos. Un girobús al no emitir gases evita el calentamiento global. Un girobús con tracción inicial eléctrica evita el consumo de hidrocarburos. 

En cuanto a las desventajas son las siguientes: en los primeros girobuses para transportar a 20 personas por un trayecto de 20 kilómetros se han requerido volantes inerciales de 3 toneladas, la gran velocidad que adquieren los volantes inerciales requiere de especiales medidas de seguridad, por otra parte tales volantes inerciales poseen características giroscópicas que plantean compensar la inercia en tramos de curvas y esquinas. Sin embargo nunca han existido accidentes con los girobuses y es evidente que las supuestas desventajas son en gran medida subsanables y están superadas ampliamente por las ventajas de este medio de transporte.